# 伝え方が9割
伝え方が9割（つたえかたがきゅうわり）は、佐々木圭一によって書かれた書籍。

## 概要
2013年2月にダイヤモンド社から出版。
入社時にはダメな社員であった著者が、なぜヒットを連発させるコピーライターになれたのかを述べる。
2020年8月、100万部を超える。
ダイヤモンド社の歴代書籍売り上げで5位。
「伝え方が9割」の評価考察もされている。